# 오현경 (1970년)
오현경(1970년 3월 25일 ~ )은 대한민국의 배우이다.

## 경력
1988년 KBS 드라마 《사랑이 꽃피는 나무》로 브라운관에 데뷔하였다.
1989년 단국대학교 연극영화학과 1학년 재학 중 제33회 미스코리아 대회에 참가하여 '진(眞)'에 선발되며, 각종 CF와 TV 드라마에서 배우 활동을 더욱 활발히 하였다.
1998년, 사생활 영상이 유출되는 사건으로 활동을 중단, 미국에서 머무른다.
2002년 귀국하여 사업가와 결혼을 하였다. 결혼 4년 뒤인 2006년 이혼했으며 "오상지"로 개명하였다가 다시 원래 이름으로 바꿨다.
2007년 SBS 주말 특별기획 드라마 《조강지처 클럽》에 출연하면서 8년 만에 연예계 활동을 재기하였다. 당시 이 작품은 시청률 30%를 상회하며 성공적으로 복귀할 수 있었고, 여러 작품에서 활발히 활동 중이다.

## 출연작

### 드라마
- 1988년 KBS2 청춘드라마 《사랑이 꽃피는 나무》
- 1989년 KBS1 일요아침드라마 《당추동 사람들》 ... 태권도 사범 아셔더 역
- 1990년 KBS2 주말연속극 《야망의 세월》 ... 박형숙 역
- 1990년 MBC 대하드라마 《대원군》 ... 각순황귀비 역
- 1992년 MBC 월화드라마 《분노의 왕국》 ... 이복남 역
- 1992년 MBC 월화드라마 《억새 바람》 ... 제니 역
- 1993년 KBS1 일일연속극 《들국화》 ... 은경 역
- 1994년 SBS 일요아침드라마 《목소리를 낮춰요》
- 1994년 SBS 수목드라마 《이 남자가 사는 법》 ... 장수미 역
- 1994년 KBS2 수목드라마 《폴리스》 ... 송채연 역
- 1994년 MBC 수목드라마 《아들의 여자》 ... 박숙 역
- 1995년 SBS 월화드라마 《야망의 불꽃》 ... 박부희 역
- 1995년 KBS2 수목드라마 《남자 만들기》 ... 영애 역
- 1996년 EBS 설날특집극 《까치 까치 설날은》 ... 국길란 역
- 1996년 KBS2 수목드라마 《컬러 - 옐로》 ... 주홍미 역
- 1996년 KBS2 수목드라마 《머나먼 나라》 ... 장상희 역
- 1996년 MBC 월화드라마 《화려한 휴가》 ... 이한나 역
- 1997년 KBS2 월화드라마 《폭풍속으로》 ... 은주 역
- 1997년 MBC 월화드라마 《불꽃놀이》 ... 재희 역
- 1997년 KBS2 일요아침드라마 《세 여자》 ... 문정 역
- 1997년 SBS 월화드라마 《사랑하니까》 ... 어지나 역
- 2007년 SBS 주말특별기획 《조강지처 클럽》 ... 나화신 역
- 2009년 MBC 일일시트콤 《지붕뚫고 하이킥!》 ... 이현경 역
- 2009년 tvN 오리지널 드라마 《미세스 타운 - 남편이 죽었다》 ... 서홍주 역
- 2010년 MBC 주말연속극 《글로리아》 ... 나진주 역
- 2011년 SBS 아침드라마 《미쓰 아줌마》 ... 강금화 역
- 2011년 tvN 월요드라마 《버디버디》 ... 민세화 역
- 2011년 SBS 드라마스페셜 《보스를 지켜라》 ... 장 비서의 맞선녀 역 (특별출연)
- 2012년 SBS 대기획《대풍수》 ... 수련개 역
- 2013년 tvN 목요드라마 《우와한 녀》 ... 조아라 역
- 2013년 KBS2 월화드라마 《상어》 ... 유선영 역
- 2013년 KBS2 주말연속극 《왕가네 식구들》 ... 왕수박 역[3]
- 2014년 SBS 주말 2부작드라마 《엄마의 선택》 ... 진소영 역
- 2014년 MBC 주말특별기획 《전설의 마녀》 ... 손풍금 역
- 2015년 tvN 일일연속극 《울지 않는 새》 ... 천미자 역
- 2016년 SBS 주말특별기획 《미녀 공심이》 ... 주재분 역
- 2016년 KBS2 주말연속극 《월계수 양복점 신사들》 ... 이동숙 역
- 2018년 KBS2 월화드라마 《라디오 로맨스》 ... 남주하 역
- 2018년 MBC 주말특별기획 《신과의 약속》 ... 김재희 역
- 2019년 KBS2 수목드라마 《왜그래 풍상씨》 ... 친구 역(특별출연)
- 2020년 TV조선 예능드라마 《어쩌다 가족》 ... 오현경 역
- 2020년 카카오TV 오리지널 드라마 《아만자》 ... 엄마 역
- 2021년 tvN 수목드라마 《간 떨어지는 동거》 ... 이담의 엄마 역 (특별출연)
- 2021년 tvN 월화드라마 《너는 나의 봄》 ... 문미란 역
- 2021년 KBS2 주말연속극 《신사와 아가씨》 ... 차연실 역
- 2022년 JTBC 주말드라마 《디 엠파이어 : 법의 제국》 ... 이애헌 역
- 2023년 tvN 월화드라마 《반짝이는 워터멜론》 … 신하영 역 (특별출연)
- 2024년 KBS1 일일드라마 《수지맞은 우리》... 채선영 역
- 2024년 TVING 오리지널 드라마 《대도시의 사랑법》 … 영은숙 역
- 2024년 MBC 금토드라마 《지금 거신 전화는》 … 김연희 역

### 영화
- 2015년 《스물》 ... 동우 모 역
- 2016년 《연기의 중력》 ... 오현경 역
- 2023년 《스마트폰을 떨어뜨렸을 뿐인데》 ... 오 사장 역
- 2025년 《바이러스》 … 최영희 역

## 방송 활동

### 예능
- 1990년 KBS2 《가족오락관》 ... 게스트
- 1995년 HBS 《스타 한마당 우리는 맞수》 ... MC
- 1995년 MBC 《우정의 무대》 ... 게스트
- 1996년 SBS 《토요미스테리 극장》 ... MC
- 1996년 HBS 《도전! 남자 중의 남자》 ... MC
- 1996년 KBS2 《슈퍼선데이 - 오현경의 여인극장》
- 1997년 GTV 《시선 집중 패션 자키》 ... MC
- 1997년 MBC 《퀴즈 영화탐험》 ... MC
- 2011년 tvN 《뮤직토크쇼 러브송》 ... MC
- 2013년 JTBC 《미스코리아 비밀의 화원》 ... MC
- 2013년 KBS W 《버킷리스트》 ... MC
- 2014년 JTBC 《유자식 상팔자》 ... MC
- 2014년 MBC QUEEN 《소원을 말해봐》 ... MC
- 2016년 TV조선 《모란봉 클럽》 ... MC
- 2017년 JTBC 《아는 형님》 ...게스트
- 2017년 MBC 《발칙한 동거 - 빈방 있음》 ... 게스트
- 2017년 6월 24일 ~ 2017년 7월 1일 KBS2 《배틀 트립》 ... 여행 게스트
- 2019년 12월 12일 KBS2 《해피투게더4》··· 스페셜MC
- 2021년 3월3일 MBC 《라디오스타》710회
- 2022년 12월 14일 MBC 《라디오스타》795회
- 2024년 채널A 《4인용식탁》 … 오윤아편 초대손님

### 라디오
- 1993년 MBC 《FM은 내 친구》 ... DJ》
- 2014년 EBS 《EBS FM 책 읽는 라디오 낭독 시리즈》 ... 낭독자

### 내레이션
- 《희망 다큐 무지개》 (SBS)

## 경력
- 1998년 공주영상대학 겸임교수
- 2003년 JY골프 대표
- 2003년 휴먼컴 이사장

## 수상 및 후보
| 연도 | 시상식                      | 부문                            | 작품                    | 결과 |
| ---- | --------------------------- | ------------------------------- | ----------------------- | ---- |
| 1989 | 제33회 미스코리아           | 眞                              | 빈칸                    | 수상 |
| 1990 | KBS 연기대상                | 신인상                          | 야망의 세월             | 수상 |
| 2008 | 제16회 대한민국문화연예대상 | 탤런트부문 우수상               | 조강지처 클럽           | 수상 |
| 2008 | SBS 연기대상                | 연속극부문 여자 연기상          | 조강지처 클럽           | 수상 |
| 2008 | SBS 연기대상                | 10대 스타상                     | 조강지처 클럽           | 수상 |
| 2013 | KBS 연기대상                | 여자 조연상                     | 왕가네 식구들           | 후보 |
| 2014 | MBC 연기대상                | 특별기획부문 여자 우수연기상    | 전설의 마녀             | 후보 |
| 2014 | SBS 연기대상                | 특집,단막극부문 여자 특별연기상 | 엄마의 선택             | 수상 |
| 2015 | MBC 연기대상                | 특별기획부문 여자 우수연기상    | 전설의 마녀             | 수상 |
| 2018 | MBC 방송연예대상            | 버라이어티부문 여자 최우수상    | 발칙한 동거 - 빈방 있음 | 후보 |
| 2018 | MBC 연기대상                | 주말특별기획부문 조연상         | 신과의 약속             | 후보 |
| 2024 | 제10회 에이판 스타 어워즈   | 장편드라마부문 여자 우수연기상  | 수지 맞은 우리          | 수상 |
| 2024 | KBS 연기대상                | 일일드라마부문 여자 우수연기상  | 수지 맞은 우리          | 후보 |

## 참고 사항
- 오현경의 고등학교 후배[4] 인 김지수는 오현경과 같은 미스코리아 출신이었던 김혜리가 출연한 KBS 1TV 《태조 왕건》 강비 역 물망[5]에 한때 거론됐다.